# 陶维龙
陶维龙（？—），男，原籍安徽合肥，旅欧男高音歌唱家，浙江音乐学院特聘教授。

## 生平
作为恢复高考的首届考生，陶维龙于1977年考入安徽师范大学艺术系音乐专业，毕业后到上海音乐学院声歌系、美国洛杉矶艺术大学和纽约朱丽叶音乐学院深造。1991年签约苏黎世歌剧院国际中心，开启了他的欧洲演唱生涯。2018年回国，受骋浙江音乐学院声乐歌剧系教师，并获评第一届“最美浙音人·我心目中的好老师”。

## 艺术成就
曾获得捷克2008年度Thalie奖歌剧最佳男演员奖，成为第一个获此捷克演员最高奖的亚洲华人。指导的学生王博曾获第十三届中国音乐金钟奖，成为声乐比赛中年纪最小的获奖选手。